# Beschäftigter
Der Begriff Beschäftigter hat keine klare Definition und wird in verschiedenen Kontexten unterschiedlich verwendet.

## Arbeitnehmer
Oftmals wird die Bezeichnung Beschäftigter gleichbedeutend mit Arbeitnehmer verwendet. So sind in den Tarifverträgen (TVöD, TV-L, TV-H) des deutschen Öffentlichen Dienstes Beschäftigte Arbeitnehmer im öffentlichen Dienst in Deutschland. Diese werden auch Tarifbeschäftigte genannt. Die historische Unterscheidung zwischen Arbeitern mit vorwiegend körperlichen Tätigkeiten und Angestellten, die überwiegend geistig arbeiten, ist entfallen.

## Personalvertretungsrecht
In den Personalvertretungsgesetzen wie dem Bundespersonalvertretungsgesetz (§ 4 Abs. 1) ist der Begriff die Sammelbezeichnung für Arbeitnehmer im öffentlichen Dienst und Beamte.

## Arbeitsplatzschutzgesetz
Im Sinne des Arbeitsplatzschutzgesetzes (ArbPlSchG) sind Beschäftigte Arbeitnehmer, die zu ihrer Berufsbildung Beschäftigten, arbeitnehmerähnliche Personen, Beamte, Richter, Soldaten sowie die in Werkstätten für Behinderte Beschäftigten.

## Datenschutzrecht
Beschäftigte im Sinne des Bundesdatenschutzgesetzes (§ 26 Abs. 8 BDSG) sind:
1. Arbeitnehmer, einschließlich der Leiharbeitnehmer im Verhältnis zum Entleiher,
2. zu ihrer Berufsbildung Beschäftigte,
3. Teilnehmer an Leistungen zur Teilhabe am Arbeitsleben sowie an Abklärungen der beruflichen Eignung oder Arbeitserprobung (Rehabilitanden),
4. in anerkannten Werkstätten für behinderte Menschen Beschäftigte,
5. Freiwillige, die einen Dienst nach dem Jugendfreiwilligendienstegesetz oder dem Bundesfreiwilligendienstgesetzleisten,
6. Personen, die wegen ihrer wirtschaftlichen Unselbständigkeit als arbeitnehmerähnliche Personen anzusehen sind (§ 12a Tarifvertragsgesetz (TVG)); zu diesen gehören auch die in Heimarbeit Beschäftigten und die ihnen Gleichgestellten,
7. Beamte des Bundes, Richter des Bundes, Soldaten sowie Zivildienstleistende.

Bewerber für ein Beschäftigungsverhältnis sowie Personen, deren Beschäftigungsverhältnis beendet ist, gelten als Beschäftigte.
Das Kirchengesetz über den Datenschutz der Evangelischen Kirche in Deutschland zählt zusätzlich zu den Beschäftigten (§ 4 Ziff. 20 DSG-EKD) die in einem Pfarrdienst- oder in einem Kirchenbeamtenverhältnis oder in einem sonstigen kirchlichen öffentlich-rechtlichen Dienstverhältnis stehenden Personen.
Im Kirchlichen Datenschutzgesetz (§ 4 Ziff. 24 KDG) der katholischen Diözesen sind „Beschäftigte“:
1. Kleriker und Kandidaten für das Weiheamt,
2. Ordensangehörige, soweit sie auf einer Planstelle in einer Einrichtung der eigenen Ordensgemeinschaft oder aufgrund eines Gestellungsvertrages tätig sind,
3. Personen in einem Beschäftigungsverhältnis oder in einem kirchlichen Beamtenverhältnis,
4. zu ihrer Berufsbildung tätige Personen mit Ausnahme der Postulanten und Novizen,
5. Teilnehmer an Leistungen zur Teilhabe am Arbeitsleben sowie an Abklärungen der beruflichen Eignung oder Arbeitserprobungen (Rehabilitanden),
6. in anerkannten Werkstätten für Menschen mit Behinderungen tätige Personen,
7. nach dem Bundesfreiwilligendienstgesetz oder dem Jugendfreiwilligendienstegesetz oder in vergleichbaren Diensten tätige Personen sowie Praktikanten,
8. Personen, die wegen ihrer wirtschaftlichen Unselbstständigkeit als arbeitnehmerähnliche Personen anzusehen sind; zu diesen gehören auch die in Heimarbeit Beschäftigten und die ihnen Gleichgestellten,
9. Bewerber für ein Beschäftigungsverhältnis sowie Personen, deren Beschäftigungsverhältnis beendet ist.

## Sozialversicherungsrecht
Nach § 7 Abs. 1 des Vierten Buches Sozialgesetzbuches ist eine Beschäftigung die nichtselbständige Arbeit, insbesondere in einem Arbeitsverhältnis. Anhaltspunkte für eine Beschäftigung sind eine Tätigkeit nach Weisungen und eine Eingliederung in die Arbeitsorganisation des Weisungsgebers. Die Abgrenzung zu Selbständigen ist mitunter schwierig. Weitere Abgrenzungskriterien können Lohnsteuerpflicht, keine Betriebsrisiken, Anspruch auf Arbeitsentgelt, Urlaub und Entgeltfortzahlung im Krankheitsfall sowie der Abschluss eines Arbeitsvertrages sein. Die Einordnung, ob eine Person beschäftigt oder nur scheinselbständig und sozialversicherungsrechtlich als selbständig anzusehen ist, trifft der Sozialversicherungsträger von Amts wegen. Arbeitgeber und -nehmer können keine für den Sozialversicherungsträger verbindliche Festlegung treffen. Mit der Frage, ob jemand als Beschäftigter oder als selbständig Tätiger einzuordnen ist, verbindet sich vor allem die Frage der Versicherungspflicht in verschiedenen Zweigen der Sozialversicherung, wie etwa in der gesetzlichen Kranken-, Renten-, Unfall-, Arbeitslosen- und Pflegeversicherung.